# Roberto Rossellini
Roberto Rossellini (Róma, 1906. május 8. – Róma, 1977. június 3.) olasz filmrendező, a neorealizmus egyik leghíresebb alkotója.

## Pályafutása
Roberto Rossellini az 1930-as években kezdett az olasz filmgyártásban dolgozni, elsősorban rövidfilmeket készített. Ebben az időszakban szinte kizárólag a fasiszta ideológiának megfelelő alkotásokat forgattak a Cinecittàban. Elsősorban hazafias filmek, az afrikai hadműveletekről szóló alkotások, történelmi filmek, antikommunista művek és vígjátékok készültek. Ez utóbbiaknak saját alműfajuk alakult ki, az úgynevezett fehér telefonos filmek. A kor mozgóképeinek története általában hazug és életidegen volt, a szerepeket a nagy sztárkultusz miatt ismert színészekre osztották, az alkotások környezete színpadias, művi volt, a rendezést elnyomta a csillogó berendezés.
Rossellinit, ellentétben a kor befutott rendezőivel, az ideológiáktól kötetlen valóság érdekelte, amelyet a díszletek között felvett filmek nem tudtak visszaidézni. Már A fehér hajó című 1941-es, egy tengeri csatát megörökítő filmjét is eredeti helyszínen, amatőr szereplőkkel forgatta. Az 1940-es évek elején belekezdett a Teherkikötő forgatásába, de a munkát a politikai válság miatt kénytelen volt abbahagyni.
Roberto Rossellini csillaga 1945-ben ragyogott fel, amikor az olasz társadalom, belefáradva Benito Mussolini diktatúrájába és a háborúba, nyitottá vált a korábbi társadalmi-politikai berendezkedés filmes kritikájára és a szembenézésre önmagával. Az áttörést, amellyel Rossellini egyszerre híressé, az olasz filmművészet pedig világszerte csodálttá vált, a Róma, nyílt város hozta el. Ez az 1945-ös film jelentette az új filmes nemzedék végleges szakítását a Cinecittà hamis csillogásával.

## A neorealizmus
Rossellini nehéz körülmények között, szinte improvizálva forgatta a Róma, nyílt várost, amely egy olasz papnak állít emléket, akit a német megszállók meggyilkoltak. A filmben, a meggyőződésük miatt egyébként egymástól távol álló kommunista mérnök és katolikus pap közösen küzd a nácik ellen. A Róma, nyílt város azért is fontos Rossellini életművében, mert ebben a filmben már megjelentek azok a vonások, amelyek végigkísérték pályafutását.
A rendező célja az igazság megjelenítése volt, ezért filmjeit nem műtermekben, hanem valós helyszíneken, lakásokban, koszos sikátorokban, kikötőkben, a természetben forgatta. Színészei közül sokan kezdők vagy amatőrök voltak. A létező helyszínek, az amatőrök allűröktől mentes játéka, a történetek realizmusa, tárgyilagos ábrázolása hitelessé tette filmjeit.

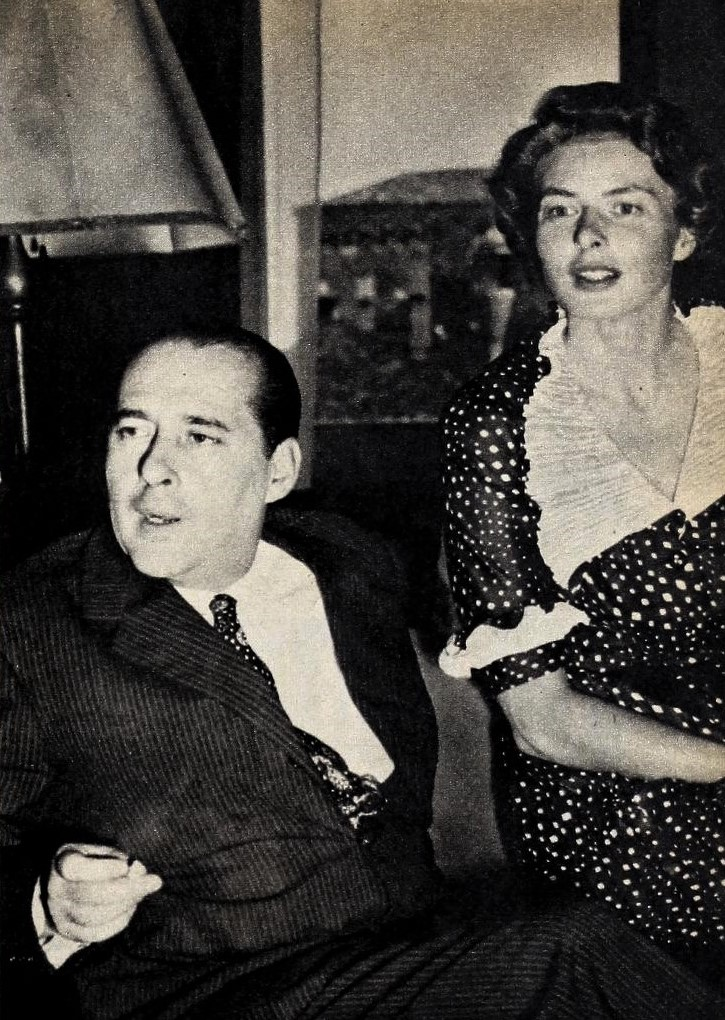
Rosselini és Bergman 1953-ban

A Róma, nyílt várost ugyan az olasz kritika elutasította, de Itáliában és világszerte is nagy sikert aratott. Olaszországban 1945-1946-ban erre az alkotásra adták el a legtöbb mozijegyet.
Rossellini filmjei, csakúgy, mint a neorealizmus más alkotásai, szociálisan érzékenyek, olyan problémákat járnak körül, amelyek ismerősek voltak a kor embereinek. Alkotásait áthatotta a humanizmus, szeretett volna pozitív példát mutatni az egyén és a társadalom közötti egyensúly megtalálására. Így beszélt hitvallásáról: "mielőtt valaki rendező, festő vagy bármi más lehetne, az egyetlen valódi mesterséget, az emberséget kell elsajátítania".
A háború után készült első filmjeinek középpontjában az emberi szenvedés állt. Igaz ez a Róma, nyílt város utáni első filmjére, a Paisàra is (1946), amely hat dokumentarista epizódon keresztül követi a szövetséges csapatok előrenyomulását Szicília felől Nápolyon és Rómán át a Pó deltájáig. A rendező elsősorban az olasz emberek és az amerikaiak katonák, a különböző világszemléletek és kultúrák találkozásának akart emléket állítani. Rossellini hőse ebben a filmben is a mindennapi ember, legyen az partraszálló amerikai katona vagy római kurtizán.
A Paisà forgatásán Federico Fellini is dolgozott. Így emlékezett vissza Rossellinire: "Tiszta szemmel hagyatkozott rá a valóság ellentmondásaira, természetes módon kapta el a távolságtartó közöny és a félszeg odaadás közti nehezen kitapintható és könnyen összetéveszthető pontot, s ez tette lehetővé, hogy a valóságot a maga teljességében fogja meg és rögzítse, egyszerre lásson kívülről és belülről, fényképezze a levegőt a dolgok körül, fedje fel az élet megragadhatatlan, titkos, mágikus lényegét".
A háborús trilógia harmadik darabja a Berlinben játszódó Németország a nulladik évben (1947). A film főhőse egy gyerek a porrá rombolt Németországban. Rossellini ebben a filmjében is a szenvedést (a németek szenvedését) mutatja be, nem pedig a gátlástalan ellenség földjét.
Rossellini ebben a korban készült filmjeire, hasonlóan az irányzat többi alkotásához, jellemző az elliptikus elbeszélő szerkezet, a cselekményt erősítő részletek hiánya és a szereplők megjósolhatatlan motivációja. Képi világa hosszú beállításokra, illetve szekondokra és távoli beállításokra épül.

## Az egyén ábrázolása
A neorealizmus az 1950-es évekre kimerült. A nézők inkább a szórakoztató amerikai filmekre voltak kíváncsiak, mint a valóságról szóló lehangoló alkotásokra, a politika pedig az általuk közvetített Olaszország-kép miatt támadta őket. Maga Rossellini nem tartozott egyetlen politikai vagy művészeti csoporthoz sem, emiatt a második világháború után az erősen polarizálódott olasz értelmiség részéről számos támadás érte. Antifasiszta volt, de nem kommunista. Mussolini hosszú uralma és a háború borzalmai miatt Olaszország erőteljesen balra tolódott, emiatt a katolikus, a kereszténydemokratákkal szimpatizáló rendező elszigetelődött. Ráadásul amikor Anna Magnanit, a Róma, nyílt város főszereplőjét elhagyta Ingrid Bergmanért, a katolikusok is elfordultak tőle.
Roberto Rossellini 1949-ben szakad el az irányzattól, amikor elkészítette első olyan filmjét, a Strombolit, amelyben leendő felesége játszotta a főszerepet. Az Ingrid Bergman svéd színésznővel forgatott négy filmjében (Stromboli, Itáliai utazás, Európa '51, Nem hiszek már a szerelemben) már nem a külső valóságot, hanem az annál jóval nehezebb megragadható belső valóságot, a lélek rezdüléseit vetíti a vászonra. Rossellini és Bergman házassága rosszul sikerült, a svéd színésznő nem tudott beilleszkedni Olaszországban, a férje pedig sok tekintetben nem fogadta el őt. Az előbb említett négy film mintha ennek a helyzetnek a kivetülése volna: a főhős az idegen környezetben magányosan, zárkózottan, érzelmeit magába fojtva élő nő és rideg férje. Kiemelkedő alkotása még ennek a korszakának a Ferenc, Isten lantosa, amely egy idealisztikus világ látomása.
Ebben a filmjében egyszerre van jelen a dokumentarizmus és a misztikus ideológia. A Ferenc, Isten lantosa című filmjéből Rossellini a mindennapi valóságot kizárta. A film "stílusa ezért egységes. A példabeszédek síkjára helyezett valóságnak (...), riportszerűségnek és ideológiának, messianizmusnak és dokumentarizmusnak ez a keveréke kétségkívül kevésbé kétértelmű és provokatív, és a film tisztasága olyan elbűvölő, hogy ezek a sajátságai az olasz filmművészet legegyénibb alkotásává avatják" - fogalmazott Carlo Lizzani filmtörténész.
Az 1950-es években forgatott filmjeit Olaszországban elutasították, ám Franciaországban a fiatal filmes nemzedék, az új hullám példaképe lett. Hazai sikerét az 1959-es Rovere tábornok hozta meg, amely az ellenállás témáját dolgozta fel sajátos szemszögből. Ez a film az 1959-es Velencei Nemzetközi Filmfesztiválon megosztott fődíjat kapott.

## A televízió
Az 1960-as évektől kezdve Roberto Rossellini a televíziózás felé fordult. Számos filmet készített, köztük a XIV. Lajos hatalomra jutása című alkotást a francia tévének 1966-ban. Később a nyugati világ művészeiről, feltalálóiról, filozófusairól forgatott. Ezek közé tartozik a Szókratész vagy a Cosimo Medici kora. Ebben az időszakban „szokott rá” a svenkekre és rászűkítésekre, aminek az volt a célja, hogy általuk semlegesen mutassa be a történéseket.

## Főbb alkotásai
- A fehér hajó (La nave bianca) (1941)
- Egy pilóta visszatér (Un pilota ritorna) (1942)
- Róma, nyílt város (Roma città aperta) (1945)
- Paisà (1946)
- Németország a nulladik évben (Germania anno zero) (1948)
- Stromboli (Stromboli terra di Dio) (1950)
- Ferenc, Isten lantosa (Francesco, giullare di Dio) (1950)
- Európa ’51 (Europa ’51) (1952)
- Nem hiszek már a szerelemben (La paura) (1954)
- Itáliai utazás (Viaggio in Italia) (1954)
- India (India) (1959)
- Rovere tábornok (Il generale Della Rovere) (1959)
- Éljen Itália (Viva l’Italia!) (1960)
- XIV. Lajos hatalomra jutása (La prise de pouvoir par Louis XIV) (1966)
- Szókratész (Socrate) (1970)
- Cosimo Medici kora (L’età di Cosimo de’ Medici) (1974)